# Д’Утремёз, Жан

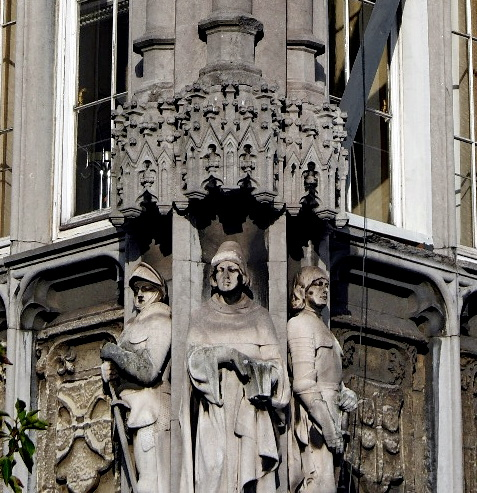
Статуя Жана д’Утремёза на фасаде дворца князей-епископов Льежа, XIX в.

Жан д’Утремёз, или Жан де Пре (фр. Jean d'Outreméuse, Jean des Preis, Jean des Prés, лат. Johannes Ultramosanus; 2 января 1338, Льеж — 25 ноября 1399 или 1400, там же) — средневековый франкоязычный нидерландский хронист, поэт и чиновник, автор «Зерцала историй» (фр. Le Miroir des Histoires, Ly myreur des histors), «Льежских деяний» (фр. La Geste de Liège) и др. сочинений. Первый светский хронист города Льежа.

## Жизнь и труды

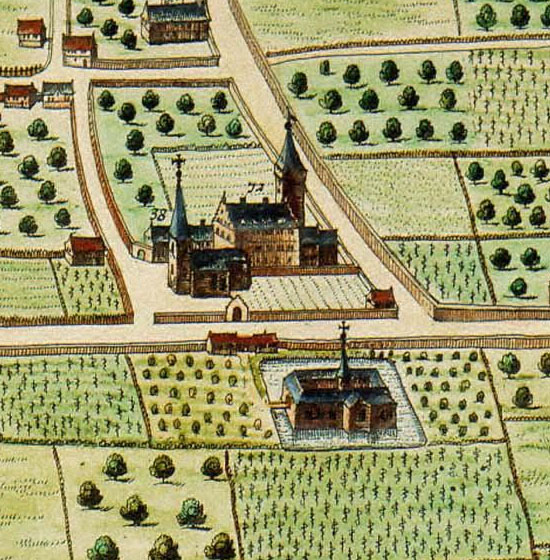
Гильеминская церковь на плане г. Льежа Яна Блау (1652)

О жизни д’Утремёза известно довольно мало; отрывочные сведения можно извлечь лишь из его сохранившихся сочинений. Выходец из городского патрициата Льежа, в молодости он, по-видимому, изучал право, а в зрелом возрасте служил нотариусом при дворе льежских князей-епископов Жана ван Аркеля (1364—1378) и Арнольда ван Горна (1379—1389). Имея по своей должности доступ к местным архивам, он редко использовал в своих трудах подлинные документы.
Наиболее ранним сочинением д’Утремёза являлась обширная поэма «Ожье Датчанин» (фр. Ogier le Danois) в жанре шансон де жест, персонажем которой являлся предполагаемый предок автора — Радус де Пре (фр. Radus Des Prés), выведенный в ней в качестве верного соратника названного мятежного полководца императора Карла Великого. Написанная десятисложным рифмованным стихом на основе «Королевской жесты» и содержавшая около 53000 строк, она не сохранилась до наших дней и известна лишь из упоминаний в трудах самого хрониста и его современников.
Из обширного литературного наследия д’Утремёза до нас дошло также несколько компилятивных трудов исторического характера, написанных на среднефранцузском языке. Это, прежде всего, «Краткая хроника» (фр. Chronique en bref, Chronique abrégée), или «Сокращение хроник» (фр. Abrégé de la chronique), охватывающее историю Льежского княжества-епископства и сопредельных стран с древнейших времён до середины XIV века и сохранившееся не менее чем в шести рукописях из собраний Королевской библиотеки Бельгии (Брюссель), Национальной библиотеки Франции (Париж) и муниципальной библиотеки Льежа.

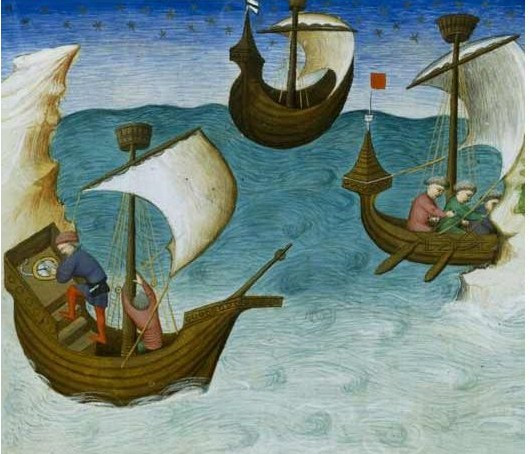
Миниатюра рукописи «Путешествий сэра Джона Мандевиля» с первым известным европейским изображением корабельного компаса (1403)

Дополненное различными источниками, в том числе устного происхождения, оно послужило основой для более подробных «Льежских деяний» (фр. La Geste de Liége), написанных частично в прозе, частично в двенадцатисложных александрийских стихах, которых насчитывают около 53 000. Они подробно излагают мифологическую историю города Льежа со времён Троянской войны и состоят из трёх книг, первая из которых, доводящая изложение событий до правления князя-епископа Гуго де Пьерпона (1200—1229), состоит из 40 000 строк, вторая, оканчивающаяся временами Энгельберта де ла Марка (1345—1364), включает 12 224 строк с прозаическими вкраплениями, третья же, завершающаяся 1390 годом, была утеряна ещё в старину и сохранилась лишь в небольших стихотворных фрагментах. «Льежские деяния» сохранились не менее чем в десяти манускриптах XV—XVI веков, 8 из которых хранятся в Королевской библиотеке Бельгии в Брюсселе. Составной частью «Льежских деяний» является героическая поэма «Жан де Лансон», воспевающая подвиги легендарного племянника зятя Карла Великого Ганелона, состоящая из 6143 строк и сохранившаяся в отдельной рукописи из частного бельгийского собрания.
Наиболее значительным трудом д’Утремёза стал историко-мифологический свод «Зерцало историй» (фр. Ly Myreur des Histors), содержащий обозрение всемирной истории со времён библейского потопа до середины XIV столетия. Сохранившиеся восемь его рукописей XV—XVI веков из собрания Королевской библиотеки Бельгии, половина из которых включает также текст «Льежских деяний», содержат лишь три его книги, первая из которых доводит изложение событий до правления императора Карла (794), вторая оканчивается 1207 годом, смертью Балдуина Фландрского, третья — 1340 годом. Четвёртая, утраченная книга охватывала события с 1341 по 1399 год. Пятая книга хроники, охватывающая 1400—1447 годы, принадлежит перу продолжателя д’Утремёза, льежского монаха-бенедиктинца Жана де Ставло, который дал также название всему сочинению.
В соответствии с традиционной хронологией, восходящей к Блаженному Августину, д’Утремёз подразделяет мировую историю на шесть веков: от сотворения мира до потопа, от потопа до рождения Авраама, от праотца Авраама до воцарения Давида, от Давида до Навуходоносора, от вавилонского плена до Рождества Христова, от Рождества Христова до грядущего конца света.
Источниками для «Зерцала историй», помимо перечисленных выше сочинений самого д’Утремёза, послужили труды его предшественников, которых современные исследователи насчитывают не менее 21-го, хотя самим автором в нём называется целых 73 имени, по большей части вымышленных. В числе точно атрибутированных: хроники Ансельма из Жамблу (1117), Ренье из Сен-Лорана (1188), аббата Ламберта Малого (кон. XII в.), его продолжателя Ренье де Сен-Жака (1212) и Альберика из Труа-Фонтен (1236), «Деяния льежских епископов» Жиля д’Орваля (1250), «Великое зерцало» Винсента из Бове (около 1254 г.), «Валансьенская хроника» (1258), хроника Жана де Варнана (1325—1332), «Деяния Льежских епископов» Жана де Гоксема (1348) и «Правдивые хроники» Жана Лебеля (1363).
Известный льежский генеалог и герольд Луи Обри (1643—1720) ссылался на утраченную четвёртую книгу «Зерцала историй», в которой фигурировал лекарь Жан де Бургонь по прозвищу «Бородач» (фр. Jean de Bourgogne, dit a la Barbe), которого ранее безосновательно отождествляли с известным рыцарем Джоном Мандевилем, автором баснословной книги странствий, в реальности, вероятно, написанной около 1355 года образованным французским клириком, и, в силу своей популярности, сохранившейся в почти 300 рукописях, старейшая из которых датируется 1371 годом. Обри сообщает, что названный Жан де Бургонь на смертном одре сделал д’Утремёза своим душеприказчиком, а также рассказал ему, что, будучи изгнанным из родной страны за убийство в поединке, долго странствовал в трёх частях света, став великим естествоиспытателем, философом и астрологом и приобретя глубокие познания в физике, а вернувшись в Европу, в 1343 году осел в Льеже. Сообщения Обри вызывают немного доверия, хотя доподлинно известно, что ещё в 1462 году в разрушенной позже Гильеминской церкви читалась следующая надгробная надпись: «Здесь покоится благородный господин Иоанн де Мандевиль, именуемый также де ла Барб, рыцарь, владелец Кампди, рождённый в Англии, профессор медицины, красноречивый оратор, весьма одаренный человек, благодетель для бедняков, объехавший почти весь свет и закончивший свою жизнь в Льеже в год Господен 1372 17-го дня месяца ноября». Вместе с тем, представляется очевидным, что указанный врач вряд ли покидал Льеж после 1343 года, тогда как «реальный» Мандевиль закончил описание своих путешествий спустя 12 лет.
В 1976 году бельгийский историк климата Пьер Александр отметил, что во всех трёх исторических трудах д’Утремёза встречаются ценные сведения о природных явлениях и катаклизмах, в частности, в одном только «Зерцале историй» встречается 62 упоминания с 1012 по 1338 год, заимствовованных из вышеназванных источников, и 41 запись неизвестного происхождения, часть из которых основана на личных наблюдениях хрониста, а часть, возможно, им выдумана.
Перу д’Утремёза принадлежит также лапидарий «Хранитель природы драгоценных камней» (фр. Tresorier dephilusphie naturelle des Pierres Precieuses), написанный около 1390 года, сохранившийся всего в двух рукописях из Королевской библиотеки Бельгии и Национальной библиотеки Франции и содержащий подробные рекомендации по изготовлению стразов путём окрашивания стёкол различными способами. Недавние исследования мадам Анны-Франсуазы Каннелла показывают, что этот практически ещё не изученный трактат является результатом примерно 32 лет наблюдений и практических опытов автора и потому представляет значительный интерес не только для стекольных мастеров и ювелиров, но и исследователей производства старинного стекла и поддельных самоцветов.
Со времени полного семитомного академического издания «Зерцала историй» и «Льежских деяний», выпущенного в 1864—1887 годах в Брюсселе под редакцией бельгийских историков Адольфа Борнье и Станисласа Борманса, хроникам д’Утремёза давались противоречивые оценки, но в общем и в целом, они характеризуются как не слишком надёжные источники. Так, уже в 1896 году итальянский исследователь Доменико Компаретти не постеснялся назвать их «беспорядочным нагромождением всевозможных легенд и откровенного бреда», бельгийский историк Годфруа Курт категорически отверг их историческую ценность, Фернан Дезонэ назвал их «сборником легенд весьма смелого выдумщика». Вышеупомянутый Пьер Александр однозначно назвал их автора «прежде всего романистом, а не историком», а автор одного из последних исследований А. Э. Бозоки охарактеризовал «Зерцало историй» как «весьма оригинальный сборник, составленный из неразделимой смеси литературных, легендарных и исторических источников с откровенными авторскими выдумками». По словам Анны-Франсуазы Каннелла, «их рассказчик — скорее обладающий экстравагантным умом мистификатор, писатель, а не хронист, эпический сказитель, любитель всего сказочного и многословного, некритичный и посредственный, но кропотливый компилятор и стихотворец». «Жан д’Утремёз, — пишет Тьерри Грефф, — без колебаний выдумывает, в случае необходимости, даты упоминаемых событий. Поэтому любое хронологическое указание в „Зерцале историй“, на первый взгляд, кажется ошибочным, по крайней мере, довольно надуманным». Приводя в качестве примера сведения о римском поэте Вергилии, он добавляет, что «д’Утремёз несомненно фантазирует, указывая не менее 34 связанных с его жизнью дат, тогда как в известных латинских хрониках, содержащих более точные биографические данные о Вергилии (Евсевия), фигурируют лишь четыре».
Как историк, некритически использующий свои источники, Д’Утремёз действительно проигрывает своему более добросовестному земляку и современнику Жаку де Эмрикуру, существенно превосходя его, однако, в качестве поэта и мастера пера. Его беллетризованные рассказы о прошлом не всегда заслуживают доверия, но представляют собой уникальные свидетельства творческой работы и оригинальные образцы менталитета средневекового книжника, а также ценные литературные памятники своей эпохи.

## Память
- В честь хрониста названа улица в льежском квартале Утремёз[фр.].

## Публикации
- Le Myreur des histors. Chronique de Jean des Preis dit d’Outremeuse, publiée par Ad. Borgnet et Stanislas Bormans. — Tomes 1—7. — Bruxelles: Hayez pour l’Académie royale de Belgique, 1864—1887. — (Corps des chroniques liégeoises).
- Jean d’Outremeuse. Ly Myreur des Histors. Fragment du second livre (années 794—826), éd. par André Goosse. — Bruxelles: Académie royale de Belgique, 1965. — ccxlvi, 384 p. — (Anciens auteurs belges, 6).